# Photoshop Document
Photoshop Document (PSD) ist ein proprietäres Dateiformat von Adobe und wurde 1990 zusammen mit der Software Adobe Photoshop veröffentlicht. Im Laufe der Zeit wurde es kontinuierlich um zusätzliche Funktionen erweitert.
Für Bilder mit besonders großen Abmessungen wurde zusätzlich das Dateiformat Photoshop Big (PSB) eingeführt. Alle Konzepte, Funktionen und Datenstrukturen sind gemäß der Spezifikation identisch zum PSD-Format. Allerdings wird an einigen Stellen mehr Speicherplatz für Daten eingeräumt.
PSD- und PSB-Dateien können problemlos zwischen den Programmen der Adobe Creative Suite bzw. Adobe Creative Cloud ausgetauscht werden. Dazu zählen insbesondere Adobe InDesign und Adobe Illustrator. Es ist auch ein Export als Photoshop PDF (PDF oder PDP) möglich. Dabei handelt es sich um eine PDF-Datei, die mit zusätzlichen Informationen versehen ist, um ohne Informationsverlust jederzeit wieder mit Photoshop bearbeitet werden zu können.

## Merkmale
- Bilder im PSD-Format können mehrere Ebenen besitzen.[3]
- Es können viele Arten von Raster- und Vektorgrafiken eingebettet werden.[6]
- Das PSD- bzw. PSB-Format ist prinzipiell verlustfrei. Eingebettete Rastergrafiken (z. B. Bilder im JPEG-Format) behalten allerdings ihre Komprimierung.
- Im Dateiformat kann eine Vielzahl von XMP-Daten eingebettet werden.[7] Neben einigen vorgegebenen Informationen (z. B. Titel, Name des Autors, Nutzungsrechte usw.), können auch eigene Informationen im Textformat hinterlegt werden. Dabei kann es sich beispielsweise um smarte Objekte (z. B. Sensordaten, Tracking-Daten oder Unfallberichte) handeln, die nur von speziellen Anwendungen gelesen und interpretiert werden können, aber keinerlei Auswirkungen auf die Bilddaten haben. Die Bezeichnung ist dabei etwas irreführend, da der Begriff in Photoshop für einen völlig anderen Zweck verwendet wird.
- In Photoshop wird der Begriff „Smartobjekt“ verwendet, um wiederverwendbare Ebenen mit Bildern und grafischen Primitiven zu beschreiben. Derartige Objekte können dann in anderen Bildern eingefügt und transformiert werden. Jede Änderung am Smartobjekt selbst, wirkt sich auf alle Orte aus, an denen es eingefügt wurde.[6] Die lokalen Transformationen (z. B. die Änderung der Größe, Rotationen oder Spiegelungen) der einzelnen Instanzen des Smartobjekts bleiben erhalten.
- Ein Bild im PSD-Format kann minimal 1 × 1 Pixel und maximal 30.000 × 30.000 Pixel groß sein. Beim PSB-Format beträgt die maximale Abmessung 300.000 × 300.000 Pixel (also die hundertfache Menge an Pixeln).[3]
- Die Farbtiefe kann 1, 8, 16 oder 32 Bit betragen.[3]
- Es werden mehrere Farbräume unterstützt: RGB, CMYK, Lab oder indizierte Farben.[3]
- Alle Daten in einer PSD-Datei werden in der Byte-Reihenfolge Big Endian gespeichert.[3]

## Kompatibilität
Auch andere Programme können diese Datei anzeigen, zum Beispiel Krita, IrfanView, ACDSee, Paint Shop Pro, GIMP, PhotoLine, GraphicConverter, FastStone Image Viewer und andere.

## Lizenzstreit mit Pantone
Weil sich die Unternehmen Adobe und Pantone nicht einigen konnten, werden ab Ende Oktober/Anfang November 2022 beim Öffnen von PSD-Bilddateien mit Photoshop einige der Farben von Pantone als Schwarz angezeigt. Pantone verlangt von den Nutzern eine Gebühr von 21 USD pro Monat für diese Farben.